# Pherohapsis menziesi
Pherohapsis menziesi är en groddjursart som beskrevs av Richard G. Zweifel 1972. Pherohapsis menziesi ingår i släktet Pherohapsis och familjen Microhylidae. IUCN kategoriserar arten globalt som otillräckligt studerad. Inga underarter finns listade i Catalogue of Life.